# Philip Rose
Philip Rose, all'anagrafe Philip Rosenberg (Manhattan, 4 luglio 1921 – Englewood, 31 maggio 2011) è stato un produttore teatrale, librettista e regista teatrale statunitense.

## Biografia
Figlio di ebrei immigrati dalla Russia, Philp Rose produsse oltre una ventina di musical e opere di prosa a Broadway tra il 1959 e il 1990. Nel 1959 produsse la prima di A Raisin in the Sun, la prima opere teatrale di una donna afroamericana ad andare in scena a Broadway.
A partire dalla fine degli anni sessanta non si limitò a produrre, ma cominciò anche a dirigere e sceneggiate opere per il teatro. Nel corso della sua carriera fu candidato a cinque Tony Award, vincendone uno nel 1975 come librettista del musical Shenandoah.

## Riconoscimenti
- Tony Award
  - 1975 – Miglior libretto di un musical per Shenandoah